# 朱松玮
朱松玮（1996年11月9日—），中国大陆职业男子篮球运动员，司职小前锋，现效力于中国男子篮球职业联赛北京紫禁勇士。

## 生平

### 早年
1996年，朱松玮出生于中国上海市。童年时期，他的身高便较同龄人为高，以至于在上幼儿园时必须蜷着腿午休；在上海市田林小学读一年级时，其身高就已经达到1.5米。而在当年暑假，他被姚明的启蒙教练李章民看中，由此开始在课余时间接受系统性的篮球训练。之后，其转学至上海市高安路第一小学继续小学课业；这期间，除了参加李章民的篮球训练课之外，其亦时常与在部队打球的父亲单独练习篮球。
初中时，朱松玮就读于上海市第五十四中学。初一暑假期间，他参加了当年的“安利纽崔莱少年NBA挑战赛”，并获得该项目的上海城市训练营最有价值球员，及入选城际挑战赛阶段的上海队参赛阵容。初中毕业后，他入读上海市南洋模范中学，并成为该校篮球队的重要球员。

### 大学生涯
2015年，朱松玮考入汕头大学。大学期间，朱松玮平均每场比赛可得到19.6分及7.6个篮板，被认为是对汕头大学男篮重返中国大学生篮球联赛全国赛，乃至入围第22届比赛的全国前16名起到了重要作用，因此被视为汕头大学篮球复兴的主要人物。另外，在第22届CUBA联赛期间，他以逾17万的得票数字当选该届全明星赛正赛阵容投票的前场组“票王”，及因此成为“精英队”的队长；最终，其在该场比赛中带队获得冠军，自身亦能得到21分、7个篮板及贡献5次助攻，并当选该次全明星赛的MVP。
除了参加CUBA联赛之外，朱松玮又于2018年11月初参加了2018-2019年中国大学生3×3篮球联赛（广东赛区）城市冠军赛，并随汕头大学篮球队获得赛区冠军及参加全国总决赛。2019年1月12日，他以大学生南方联队队员身份参加了该年度CBA全明星赛星锐赛。同年，其参加了优酷与阿里体育合办的篮球选秀节目《这！就是灌篮2》，并在该节目结束时被票选为最有价值球员。2020年7月，朱松玮被汕头大学授予“汕头大学体育精神奖章”。

### 职业生涯
2020年夏季，朱松玮参加了CBA选秀，并被视为当年选秀的热门人选。最终，在该年度选秀大会上，其在第一轮第4顺位被四川蓝鲸选中。

#### 2020-21赛季（新秀赛季）
在该赛季第一轮常规赛对阵深圳领航者的比赛中，朱松玮以替补球员身份出场，但只投中7个运动战进球的其中1个，最终得到5分；而在第三轮常规赛对阵上海大鲨鱼时，他得到20分，并被认为是由此开始逐渐在球队内站稳脚跟。至第一个休赛期开始前，他平均每场有24.5分钟的出场时间，可得12.4分及3.5个篮板。此后，在常规赛第十五轮及第十九轮对阵浙江猛狮的两场比赛中，其于关键时刻发挥了非常重要的作用，甚至因此在后一场比赛中遭到对方主教练李春江的针对；而在常规赛第二十轮对阵新疆飞虎及第二十一轮对阵福建鲟的比赛中，其皆能获得40分钟以上的出场时间及打破单场得分记录。整个赛季，其平均每场比赛可得到9.3分。赛季期间，朱松玮当选了该赛季第一期月度最佳星锐球员。此外，他还入选了2021年中国男子篮球职业联赛全明星赛星锐赛南区星锐队，并随队赢下比赛及得到全队最高的16分，惟因评选规则的变化而未能获得星锐赛MVP；此外，他还参加了该次全明星周末的三分球大赛，并得到15分，但未能进入决赛。

## 人物

### 技术特点
大学期间，朱松玮便因为运动能力良好及进攻手段多样而被当时的教练形容为“汕大杜兰特”。进入职业联赛后，他在进攻手段方面以定点跳投及接球切入见长。此外，他虽然主打锋线位置，但同时也具备良好的控球后卫技术。不过，受制于其自小接受的训练项目，他同样被认为是一名“重攻轻守”的球员。

### 人物特点
- 形象阳光清秀，被多数球迷视为辽宁飞豹球员杨鸣退役后CBA联赛的“颜值担当”。[2]
- 大学期间喜爱在学习及训练之外的时间拍摄短视频，且其本人曾对传媒称每条短视频皆会花费一个小时的时间去录制[20]，此外还担任过CUBA东南赛区的“抖音大使”[2]。

### 球衣号码
- 8号：在汕头大学效力时使用的号码。[21]
- 35号：在2020年中国大学生篮球联赛全明星赛代表“精英队”参赛，及在四川蓝鲸效力时使用的号码。[1][2]

## 数据

### CBA常规赛
| 賽季    | 球隊     | GP | GS | MPG   | FG%  | 3P%  | FT%  | RPG | APG | SPG | BPG | PPG |
| ------- | -------- | -- | -- | ----- | ---- | ---- | ---- | --- | --- | --- | --- | --- |
| 2020-21 | 四川蓝鲸 | 45 | 9  | 21.09 | 50.0 | 36.3 | 77.1 | 3   | 1.4 | 0.8 | 0.2 | 9.3 |

### CBA季后赛
| 賽季    | 球隊     | GP | GS | MPG   | FG% | 3P%   | FT%  | RPG | APG | SPG | BPG | PPG |
| ------- | -------- | -- | -- | ----- | --- | ----- | ---- | --- | --- | --- | --- | --- |
| 2020-21 | 四川蓝鲸 | 1  | 0  | 23.00 | 0.0 | 100.0 | 50.0 | 3   | 1   | 1   | 1   | 8   |